# Malaisie aux Jeux olympiques d'été de 2024
La Malaisie participe aux Jeux olympiques de 2024 à Paris. Il s'agit de sa 17e participation à des Jeux olympiques d'été.
Le plongeur Bertrand Rhodict Lises et la skippeuse Nur Shazrin Mohd Latif sont nommés porte-drapeaux de la délégation en juillet 2024.

## Nombre d’athlètes qualifiés par sport
Voici la liste des qualifiés et sélectionnés malésiens par sport (remplaçants compris) :
| Sport                                            | Hommes | Femmes | Total |
| ------------------------------------------------ | ------ | ------ | ----- |
| Athlétisme                                       | 1      | -      | 1     |
| Badminton                                        | 4      | 4      | 8     |
| Cyclisme                                         | 2      | 2      | 4     |
| Golf                                             | 1      | 1      | 2     |
| Haltérophilie                                    | 1      | -      | 1     |
| Sports aquatiques • Natation sportive • Plongeon | 1 1    | 1 1    | 2 2   |
| Tir                                              | 1      | -      | 1     |
| Tir à l'arc                                      | -      | 3      | 3     |
| Voile                                            | 1      | 1      | 2     |
| Total                                            | 13     | 13     | 26    |

## Bilan général
| Sport     | Médaille d'or, Jeux olympiques | Médaille d'argent, Jeux olympiques | Médaille de bronze, Jeux olympiques | Total | Rang pays |
| --------- | ------------------------------ | ---------------------------------- | ----------------------------------- | ----- | --------- |
| Badminton | 0                              | 0                                  | 2                                   | 2     | 6e        |
| Total     | 0                              | 0                                  | 2                                   | 2     | 80        |

| Jour   | Médaille d'or, Jeux olympiques | Médaille d'argent, Jeux olympiques | Médaille de bronze, Jeux olympiques | Total |
| ------ | ------------------------------ | ---------------------------------- | ----------------------------------- | ----- |
| 4 août | 0                              | 0                                  | 1                                   | 1     |
| 5 août | 0                              | 0                                  | 1                                   | 1     |
| Total  | 0                              | 0                                  | 2                                   | 2     |

| Sexe   | Médaille d'or, Jeux olympiques | Médaille d'argent, Jeux olympiques | Médaille de bronze, Jeux olympiques | Total |
| ------ | ------------------------------ | ---------------------------------- | ----------------------------------- | ----- |
| Hommes | 0                              | 0                                  | 2                                   | 2     |
| Femmes | 0                              | 0                                  | 0                                   | 0     |
| Mixte  | 0                              | 0                                  | 0                                   | 0     |
| Total  | 0                              | 0                                  | 2                                   | 2     |

## Médaillés
| Sport     | Discipline      | Athlète(s)              | Performance        | Date        |
| --------- | --------------- | ----------------------- | ------------------ | ----------- |
| Badminton | Double - Hommes | Aaron Chia Soh Wooi Yik | Médaille de Bronze | 4 août 2024 |
| Badminton | Simple - Hommes | Lee Zii Jia             | Médaille de Bronze | 5 août 2024 |

## Résultats

### Athlétisme

#### Hommes
| Athlète          | Épreuve | Tour préliminaire | Tour préliminaire | Premier tour | Premier tour | Demi-finales | Demi-finales | Finale  | Finale  |
| Athlète          | Épreuve | Temps             | Rang              | Temps        | Rang         | Temps        | Rang         | Temps   | Rang    |
| ---------------- | ------- | ----------------- | ----------------- | ------------ | ------------ | ------------ | ------------ | ------- | ------- |
| Muhd Azeem Fahmi | 100 m   | 10 s 42           | 2e                | 10 s 45      | 9e           | Éliminé      | Éliminé      | Éliminé | Éliminé |

### Badminton
| Athlète                         | Compétition   | Phase de groupes                          | Phase de groupes                                  | Phase de groupes                          | Phase de groupes | 1/8e de finale              | Quarts de finale                                 | Demi-finales                                            | Finale / 3e place                              | Finale / 3e place |
| Athlète                         | Compétition   | Adversaire Score                          | Adversaire Score                                  | Adversaire Score                          | Rang             | Adversaire Score            | Adversaire Score                                 | Adversaire Score                                        | Adversaire Score                               | Rang              |
| ------------------------------- | ------------- | ----------------------------------------- | ------------------------------------------------- | ----------------------------------------- | ---------------- | --------------------------- | ------------------------------------------------ | ------------------------------------------------------- | ---------------------------------------------- | ----------------- |
| Lee Zii Jia                     | Simple hommes | Nettasinghe Victoire 21-14, 21-12         | Abián Victoire 21-10, 21-13                       | Non disputé                               | 1er du gr. G     | Popov Victoire 21-13, 24-22 | Antonsen Victoire 21-17, 21-15                   | Vitidsarn Défaite 14-21, 15-21                          | Sen Victoire 13-21, 21-16, 21-11               | 3e                |
| Goh Jin Wei                     | Simple dames  | Scholtz Victoire 23-21, 21-11             | Kim Défaite 17-21, 22-20, 21-23                   | Non disputé                               | 2e du gr. H      | Éliminée                    | Éliminée                                         | Éliminée                                                | Éliminée                                       | Éliminée          |
| Aaron Chia Soh Wooi Yik         | Double hommes | Lane / Vendy Victoire 19-21, 21-16, 21-11 | Dong / Yakura Victoire 21-10, 21-15               | Weikeng / Wang Défaite 22-24, 14-21       | 2e du gr. A      | Non disputé                 | Rankireddy / Shetty Victoire 13-21, 21-14, 21-16 | Liang Wei Keng / Wang Chang Défaite 19-21, 21-15, 17-21 | Astrup /Rasmussen Victoire 16-21, 22-20, 21-19 | 3e                |
| Pearly Tan Thinaah Muralitharan | Double dames  | Chen / Jia Défaite 17-21, 20-22           | Matsumoto / Nagahara Victoire 18-21, 21-15, 21-16 | Rahayu / Ramadhanti Victoire 21-18, 21-9  | 2e du gr. A      | Non disputé                 | Kim / Kong Victoire 21-12, 21-13                 | Chen / Jia Défaite 12-21, 21-18, 15-21                  | Matsuyama / Shida Défaite 11-21, 11-21         | 4e                |
| Chen Tang Jie Toh Ee Wei        | Double mixte  | Hee / Tan Victoire 23-21, 21-12           | Chiu / Gai Victoire 21-15, 24-22                  | Feng / Huang Victoire 17-21, 21-15, 21-16 | 1er du gr. D     | Non disputé                 | Kim / Jeong Défaite 19-21, 14-21                 | Éliminés                                                | Éliminés                                       | Éliminés          |

### Cyclisme

#### Route
| Athlète                  | Compétition     | Temps | Rang |
| ------------------------ | --------------- | ----- | ---- |
| Nur Aisyah Mohamad Zubir | Course en ligne | DNF   | DNF  |

### Golf
| Athlète     | Compétition       | Jour 1 | Jour 1 | Jour 2 | Jour 2 | Jour 2 | Jour 3 | Jour 3 | Jour 3 | Jour 4 | Jour 4 | Jour 4 |
| Athlète     | Compétition       | Score  | Rang   | Score  | Total  | Rang   | Score  | Total  | Rang   | Score  | Total  | Rang   |
| ----------- | ----------------- | ------ | ------ | ------ | ------ | ------ | ------ | ------ | ------ | ------ | ------ | ------ |
| Gavin Green | Épreuve masculine | 74     | 53e    | 69     | 143    | 46e    | 69     | 212    | 38e    | 69     | 281    | 33e    |
| Ashley Lau  | Épreuve féminine  | 72     | 13e    | 77     | 149    | 40e    | 79     | 228    | 52e    | 78     | 306    | 55e    |

### Haltérophilie
| Athlète     | Compétition    | Arraché  | Arraché | Épaulé-jeté | Épaulé-jeté | Total  | Rang |
| Athlète     | Compétition    | Résultat | Rang    | Résultat    | Rang        | Total  | Rang |
| ----------- | -------------- | -------- | ------- | ----------- | ----------- | ------ | ---- |
| Aniq Kasdan | Moins de 61 kg | 130 kg   | 4e      | 167 kg      | 3e          | 297 kg | 4e   |

### Natation
| Athlète        | Épreuve          | Séries        | Séries | Finale  | Finale  |
| Athlète        | Épreuve          | Temps         | Rang   | Temps   | Rang    |
| -------------- | ---------------- | ------------- | ------ | ------- | ------- |
| Khiew Hoe Yean | 400 m nage libre | 3 min 51 s 66 | 4e     | Éliminé | Éliminé |

| Athlète    | Épreuve      | Séries        | Séries | Demi-finales | Demi-finales | Finale   | Finale   |
| Athlète    | Épreuve      | Temps         | Rang   | Temps        | Rang         | Temps    | Rang     |
| ---------- | ------------ | ------------- | ------ | ------------ | ------------ | -------- | -------- |
| Tan Rouxin | 100 m brasse | 1 min 12 s 50 | 1e     | Éliminée     | Éliminée     | Éliminée | Éliminée |

### Plongeon
| Athlète                | Compétition     | Tour préliminaire | Tour préliminaire | Demi-finale | Demi-finale | Finale  | Finale  |
| Athlète                | Compétition     | Points            | Rang              | Points      | Rang        | Points  | Rang    |
| ---------------------- | --------------- | ----------------- | ----------------- | ----------- | ----------- | ------- | ------- |
| Bertrand Rhodict Lises | Haut-vol à 10 m | 313,70            | 25e               | Éliminé     | Éliminé     | Éliminé | Éliminé |

| Athlète            | Compétition    | Tour préliminaire | Tour préliminaire | Demi-finale | Demi-finale | Finale | Finale |
| Athlète            | Compétition    | Points            | Rang              | Points      | Rang        | Points | Rang   |
| ------------------ | -------------- | ----------------- | ----------------- | ----------- | ----------- | ------ | ------ |
| Nur Dhabitah Sabri | Tremplin à 3 m | 283,65            | 12e               | 286,95      | 8e          | 244,80 | 12e    |

### Tir
| Tireurs        | Compétition                  | Qualification | Qualification | Finale  | Finale  |
| Tireurs        | Compétition                  | Points        | Rang          | Points  | Rang    |
| -------------- | ---------------------------- | ------------- | ------------- | ------- | ------- |
| Johnathan Wong | Pistolet à 10 m air comprimé | 570           | 26e           | Éliminé | Éliminé |

### Tir à l'arc
| Athlète            | Compétition | Tour préliminaire | Tour préliminaire | 1/32e de finale          | 1/16e de finale       | 1/8e de finale   | Quart de finale  | Demi-finale      | Finale / MB      | Rang     |
| Athlète            | Compétition | Score             | Rang              | Adversaire Score         | Adversaire Score      | Adversaire Score | Adversaire Score | Adversaire Score | Adversaire Score | Rang     |
| ------------------ | ----------- | ----------------- | ----------------- | ------------------------ | --------------------- | ---------------- | ---------------- | ---------------- | ---------------- | -------- |
| Ariana Zairi       | Femmes      | 633               | 50e               | Rebagliati Défaite 5 - 6 | Éliminée              | Éliminée         | Éliminée         | Éliminée         | Éliminée         | Éliminée |
| Nurul Fazil        | Femmes      | 622               | 60e               | Gökkır Défaite 0 - 6     | Éliminée              | Éliminée         | Éliminée         | Éliminée         | Éliminée         | Éliminée |
| Syaqiera Mashayikh | Femmes      | 663               | 14e               | Mîrca Victoire 6 - 0     | Caetano Défaite 5 - 6 | Éliminée         | Éliminée         | Éliminée         | Éliminée         | Éliminée |

| athlète                                     | Compétition | Tour préliminaire | Tour préliminaire | 1/8e de finale          | Quart de finale   | Demi-finale       | Finale / MB       | Rang      |
| athlète                                     | Compétition | Score             | Rang              | Adversaires Score       | Adversaires Score | Adversaires Score | Adversaires Score | Rang      |
| ------------------------------------------- | ----------- | ----------------- | ----------------- | ----------------------- | ----------------- | ----------------- | ----------------- | --------- |
| Ariana Zairi Nurul Fazil Syaqiera Mashayikh | Femmes      | 1918              | 10e               | Indonésie Défaite 3 - 5 | Éliminées         | Éliminées         | Éliminées         | Éliminées |

### Voile
Nota : le résultat barré est le plus mauvais de l’athlète concerné. Il n’est pas pris en compte dans le total.
| athlète             | Compétition | Régates | Régates | Régates | Régates | Régates | Régates | Régates | Régates | Régates  | Régates  | Régates | Total net | Classement |
| athlète             | Compétition | 1       | 2       | 3       | 4       | 5       | 6       | 7       | 8       | 9        | 10       | CM      | Total net | Classement |
| ------------------- | ----------- | ------- | ------- | ------- | ------- | ------- | ------- | ------- | ------- | -------- | -------- | ------- | --------- | ---------- |
| Khairulnizam Afendy | Laser       | 32      | 15      | 22      | 21      | 30      | 26      | 22      | 34      | Annulées | Annulées | Él.     | 168       | 32e        |

| athlète                | Compétition  | Régates | Régates | Régates | Régates | Régates | Régates | Régates | Régates | Régates | Régates | Régates | Total net | Classement |
| athlète                | Compétition  | 1       | 2       | 3       | 4       | 5       | 6       | 7       | 8       | 9       | 10      | CM      | Total net | Classement |
| ---------------------- | ------------ | ------- | ------- | ------- | ------- | ------- | ------- | ------- | ------- | ------- | ------- | ------- | --------- | ---------- |
| Nur Shazrin Mohd Latif | Laser Radial | 19      | 38      | 23      | 29      | 20      | 32      | 29      | 29      | 32      | An      | Él.     | 215       | 35e        |